# 萨钦·小羽毛
萨钦·克鲁兹·小羽毛（英語：Sacheen Cruz Littlefeather；1946年11月14日—2022年10月2日），本名玛丽亚·露易丝·克鲁兹（Maria Louise Cruz），美国演员、模特、美国原住民权利活动人士。父亲是西班牙裔墨西哥人，母亲是欧洲人。1969年占领恶魔岛期间，小羽毛参加原住民群体的抗争行动。
在1973年的第45届奥斯卡金像奖上，小羽毛代表马龙·白兰度，婉拒白兰度凭借《教父》赢得的最佳男主角奖，主辦方拒絕小羽毛發表马龙·白兰度準備好的講稿。身为奖项的大热门，白兰度亲自抵制颁奖典礼，以此抗议好莱坞对美国原住民的描繪，並希望提请大众关注伤膝占领行动。在小羽毛讲话期间，现场观众对白兰度的抵制行为看法不一，有人报以嘘声，有人鼓掌叫好。
奥斯卡演讲过后，小羽毛从事临终关怀工作，同时继续为健康及原住民问题挺身而出，并制作了多部介绍原住民的电影。
2022年6月，奥斯卡主办方影藝學院向小羽毛發出道歉信，完整内容于9月17日公开。
小羽毛生前聲稱是美國原住民，並提及父親為阿帕契族和亚基族混血。然而在死後不久，納瓦霍人作家兼活動家傑奎琳·基勒訪問其兩位胞妹後，證實小羽毛生前偽造家世。

## 早年经历
1946年11月14日，萨钦·小羽毛在美国加利福尼亚州萨利纳斯出生。母亲杰洛丁·玛丽·巴尼茨（Geroldine Marie Barnitz，1923-2009）有着法国、德国及荷兰血统，在圣巴巴拉长大，是皮革压模工；父亲曼努埃尔·伊巴拉·克鲁兹（Manuel Ybarra Cruz，1922-1966），為西班牙裔墨西哥人（曾有一段時間被誤認為擁有白山阿帕奇及亚基族血统），在加州奥克斯纳德出生；杰洛丁和曼努埃尔都从事制作马鞍的工作。杰洛丁从圣巴巴拉伦纳德马鞍公司（Leonard Saddle Co.）老板莱·昂纳德（Leo Leonard）那里学习工艺，曼努埃尔则从小在旧金山做马鞍。后来到了1949年，两人搬到萨利纳斯，开了自己的公司“克鲁兹鞍具”（Curz Saddlery）。1966年曼努埃尔去世后，杰洛丁继续打理店铺。
在采访中，小羽毛坦言自己的童年过得很艰辛。在1974年的一次采访中，小羽毛说母亲在她4岁的时候就离开了父亲，把她送到外婆家抚养。1988年，她表示父母就住在外婆外公玛丽和杰罗德·“巴尼”·巴尼茨（Marie and Gerold "Barney" Barnitz）家旁边，自己和两个妹妹则由外婆外公抚养，因而外界传闻她被“收养”或是寄养。1976年电视采访中，小羽毛说父亲很残暴，自己和两个妹妹常被父亲辱骂、殴打。
1960年至1964年，小羽毛就读于北萨利纳斯高中，期间积极参与美国农业部青年组织四健會，食品保鲜及服装等家政领域获奖。高中毕业后，她来到哈特内尔初级学院，主修小学教育。1969年，小羽毛搬到旧金山湾区，踏上模特儿的道路，为库克摄影公司（Cook’s Photography）的肯尼斯·库克（Kenneth Cook）拍了一组照片。
在加州州立学院海沃德分校（现加州州立大學東灣分校）读书的时候，小羽毛主修戏剧及演讲，同时深入研究自己的原住民身份。1969年，她加入湾区印第安联合理事会（United Bay Indian Council）。1970年占领恶魔岛期间，尽管小羽毛有学业在身，无法整天住在岛上，她还是参加了运动，并改名为萨钦·小羽毛。她表示之所以改名萨钦，是因为父亲弥留之际就是用这个名字叫她，而小羽毛则代表她经常戴在头上的羽毛。她也说萨钦是纳瓦霍族朋友给她取的外号，意为“小熊”。小羽毛从老一辈和其他抗议者那里学习美国原住民的风俗，抗议者之中有当时还叫亚当·诺德沃尔（Adam Nordwall）的红湖乐队成员幸运鹰亚当。在奥斯卡之后的一次采访中，幸运鹰确认小羽毛有参与恶魔岛抗议活动。
怀揣着当演员的梦想，小羽毛积极接拍电台电视广告，还加入了演员工会。小羽毛后来表示自己“很早就觉得自己可能会加入到戏剧艺术领域，做些表演......如果你有一位丧失听力的父母，你很自然就要把话演出来给他们看。”这里的演指的是她和父亲日常交流的情况。1970年，在肥皂剧《黑暗阴影》的宣传活动中，小羽毛以“恶魔岛的萨钦·小羽毛”之名获得美国吸血鬼小姐（Miss Vampire USA）的称号。
1970年代初，小羽毛住在旧金山湾区，1971年出席在山脚学院举行的美国印第安电影节，1972年以“小羽毛公主”的名号参加当地的选美活动，1972年筹办旧金山艺术宫的美国印第安电影节。小羽毛还在KFRC电台工作了六个月，也在公共广播电视公司旗下的KQED电台担任自由记者。1972年，《花花公子》杂志筹办“印第安人十朵金花”（10 Little Indians）企划，小羽毛榜上有名，但企划最终因为照片“不够色情”取消。一年后的1973年10月，也就是小羽毛在奥斯卡演讲之后，《花花公子》找小羽毛拍摄独家专题。外界批评小羽毛拿自己的名声炒作，但小羽毛说这是“严格的商业协议”，因为她要赚够钱去法国南锡出席世界戏剧节。后来回想起这件事，小羽毛说：“我真是又年轻又傻。”
1973年1月，小羽毛亮相《旧金山观察家报》的“少数族裔女性化妆”专题，被列为职业模特。作为全美原住民理事会的发言人，小羽毛于1973年2月抗议理查德·尼克松削减联邦印第安人计划预算。1973年3月6日，小羽毛参加联邦通信委员会与少数族裔群体的会议，讨论少数族裔在电视中的形象。在奥斯卡前夕发表的一项采访中，小羽毛说她助送了两个印第安护士去伤膝，自己也和另外七位原住民放弃了美国公民身份。

## 奥斯卡演讲事件

### 背景

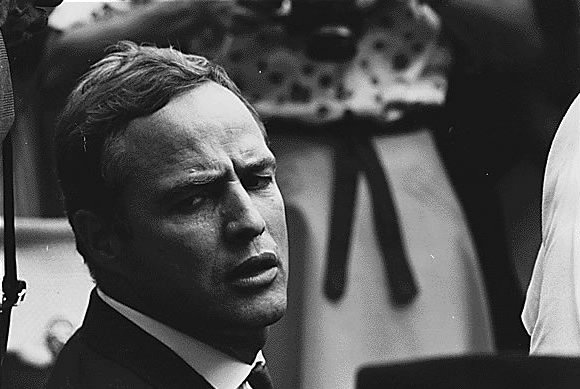
马龙·白兰度在1963年向华盛顿进军集会现场

外界对小羽毛认识马龙·白兰度的缘由说法不一。在奥斯卡演讲事件后的首批采访中，小羽毛说两人之所以认识，是因为白兰度对印第安人运动感兴趣。颁奖典礼当晚的一个说法是弗朗西斯·科波拉当时在后台看着监视器，说“萨钦·小羽毛。她住在旧金山，是我的朋友，我把他介绍给B（白兰度）......她是印第安公主” 。
1974年的一篇采访文章中，小羽毛说自己那时在旧金山一家电台工作，机缘巧合之下申请和科波拉合作，科波拉之后把她介绍给白兰度，“知道白兰度对印第安人感兴趣”。颁奖典礼举行的时候，小羽毛和白兰度已经认识快一年。后来也有说法称小羽毛和科波拉在旧金山是邻居 。
2021年接受采访时，小羽毛说自己是在旧金山爬山时认识科波拉，自己写信给白兰度，问他对原住民议题的兴趣，白兰度才把自己的获奖感言给她，她是在寄出写给白兰度的信之后才打电话给电台。小羽毛也说自己是借在华盛顿向联邦通信委员会介绍少数族裔认识的白兰度。
1972年，白兰度参演維托·柯里昂的《教父》，后者被众多影评人誉为史上最伟大的电影。在1973年2月27日于加州洛杉矶多萝西·钱德勒大厅举行的第45屆奧斯卡金像獎上，白兰度凭借《教父》中的出色表演获最佳男主角奖提名。颁奖典礼前夕，身为得奖大热的白兰度决定不出席活动，以响应美国印第安运动对当时发生的伤膝围攻事件的抗议，同时对好莱坞对美国原住民的展现不佳表示不满。白兰度亲自联系小羽毛，要她代表自己出席活动。小羽毛后来表示：“可以这么说，我代表在电影电视中遭遇刻板印象的印第安人发言。”

### 发言过程
最佳男主角得主快要公布的时候，小羽毛才在白兰度秘书爱丽丝·马尔查克（Alice Marchak）的陪同下来到现场，并以一身阿帕奇鹿皮连衣裙示人。据小羽毛后来回忆，典礼制片人霍华德·W·科赫当时跟她说“你不能读那个东西”，指的是白兰度写的739个词的演讲，所以她把演讲浓缩成60秒。在其他场合回想当晚的时候，小羽毛说科赫告知她有60秒时间发言，超时就会被请下台并当场逮捕。科赫说自己是看小羽毛答应不闹事才让她留下来演讲。
当晚的最佳男主角由挪威演员麗芙·烏曼和英国演员罗杰·摩尔颁发。说完一段简短的感想，两人读出五位候选人的名字，宣布白兰度胜出。之后小羽毛走到台上，挥手示意摩尔不要把奖杯给她。小羽毛没有读出准备好的讲稿，而是开始说：
大家好。我叫萨钦·小羽毛，是全美原住民正面形象委员会的主席。今晚我是马龙·白兰度的代表，他让我跟你们读一篇非常长的演讲。但由于时间关系，我现在不能跟你们读，但我会在之后跟媒体读。他对不能来拿这个非常大的奖感到抱歉。他之所以不来，是因为眼下电影产业对待美洲印第安人不公——打扰一下......（嘘声和欢呼声）——包括在电视上重播的电影，另外还有眼下发生在伤膝的事情。希望我没有打扰到这个美好的夜晚，也祝愿在将来大家的想法和理解能获得宽待对待。代表马龙·白兰度谢谢大家（掌声）。
小羽毛在摩尔护送下走向后台，路过了几个批评她的人，来到媒体面前。后来在2022年回忆的时候，小羽毛说自己被人带离的时候，有人用战俘劈手势嘲笑她。典礼制片人科赫和导演马蒂·帕塞塔后来回想起约翰·韦恩在旁伺机而动，打算把她轰下台，但被六个保安压住。小羽毛在新闻发布会上向在场记者读出演讲全文，全文内容次日由《纽约时报》发布。
晚些时候宣布最佳女主角得主的时候，拉寇兒·薇芝说“希望得奖者不会有状况”。到了克林·伊斯威特颁发最佳影片，他说自己“代表近年在约翰·福特西部片中被打伤的牛仔发言”。
晚会联合主持人米高·肯恩批评白兰度“让有点可怜的印第安女人承受嘘声”，然不是“直接过来亲自说明”。

### 后续影响
多萝西·钱德勒大厅现场观众看法不一，有人报以嘘声，有人鼓掌叫好。普遍观点认为白兰度和小羽毛在颁奖典礼上抗议不合时宜。后来白兰度告诉脱口秀节目主持人迪克·卡维特：“我对人们应该会有的嘘声、口哨声和跺脚行为感到苦恼，即便这些反应是冲着我来的。他们至少得带点礼貌听她说话。”小羽毛的亮相也促使电影艺术与科学学院禁止得奖者找人代领奖。
颁奖典礼结束后，小羽毛在洛杉矶待了两年，之后回到旧金山。据她后来回忆，典礼结束后，她到马龙·白兰度府上登门拜访，两人正在说话的时候，子弹射穿了家的前门，幸好白兰度当时正在去伤膝的路上。
据负责为小羽毛安排模特工作的安·布雷布纳（Ann Brebner）回忆，在奥斯卡亮相后，小羽毛经常登上电台及电视台，也获得多个电影角色的试镜机会，但自己也遭遇邮件及电话轰炸。事发几年后，小羽毛说事件对自己职业生涯的影响“微乎其微”，尽管自己后来被好莱坞封杀，也收到威胁。媒体也发表了一些关于她的传闻，比如说她不是原住民，说她当时的衣服是租来的。她认为伤膝事件后联邦政府有意鼓励封杀行动，以此打击原住民的抗争情绪。
小羽毛认为事件让大家重新关注伤膝事件，虽然媒体在报道事件的时候很少提到小羽毛或白兰度。然而，原住民活动人士拉塞爾·米恩斯认为事件彻底“鼓舞”伤膝事件中的人们。在《独行侠》中饰演湯頭、后来创办印第安演员工作坊（Indian Actors Workshop）的演员杰伊·西弗里斯不认为小羽毛在奥斯卡中的出现“有坏处或特别好的地方。我认识萨钦，我不觉得这完全是她的主意。我确信是白兰度花钱雇她的。”
在提到白兰度非暴力的立场时，科丽塔·斯科特·金说“令人欣慰的是，娱乐圈的人们越来越关注社会的不公，而不仅仅是对赚钱感兴趣。”多年后，小羽毛表示金打电话感谢她发言。到了2016年的第88屆奧斯卡金像獎，演员潔達·蘋姬·史密斯也因奥斯卡所遭受的批评宣布不出席，并称自己是受小羽毛事件启发。
2022年6月，美国影艺学院向小羽毛发出道歉信，主席大卫·鲁宾在信中写道：“您因为这份声明而遭受的虐待是毫无根据、不公的。您这些年来遭受的情绪负担，以及您在我们这一行中付出的职业生涯代价是无法弥补的。您所展现的勇气在很长一段时间来都未获得承认。有鉴于此，我们向您转达最深切的歉意，也表示由衷的敬佩。”声明完整内容定于9月17日的“对话萨钦·小羽毛之夜”中公布 。对于学院给她的道歉，小羽毛说“梦想成真了”，“看来我们印第安人非常有耐心——毕竟这已经50年了！”她表示：“我们需要始终对这件事一笑置之，这是我们的生存之道。”

## 晚年
在2013年美国印第安电影节中接受老鹰精神奖（Eagle Spirit Award）的时候，小羽毛被称为“红土印第安剧团”的创始成员。现有资料显示红土表演艺术团（Red Earth Performing Arts Company）由内兹珀斯族演员兼剧作家小约翰·考夫曼（John Kauffman, Jr）1974年创立，小羽毛的名字没有提到。1978年，有报道指小羽毛与政治家和其他演艺界人士在绿色和平基金会的安排下来到纽芬兰岛，抗议当地的海豹猎捕行为。她还在公共广播电视公司1984年的《舞动美国：亡士之歌》（Dance in America: Song for Dead Warriors）中担任顾问，为编舞迈克尔·斯穆因赢得一项艾美奖。
作为美国印第安中心职员，小羽毛参加了旧金山酒店举行的有关美洲印第安人媒体的会议。作为旧金山第一民族教育资源中心（First Nation Education Resource Center）的主任，小羽毛提到了奥克兰两名原住民写给纳尔逊·曼德拉的信，说这封信罗列了原住民所遇到的问题，包括医保及失业。这封信由美洲印第安人酗酒项目主任贝蒂·库珀（Betty Cooper）及印第安民族联盟（Consortium of United Indian Nations）主任莎莉·加列戈斯（Sally Gallegos）署名，促使曼德拉决定于1990年10月会见印第安领导人。
小羽毛继续投身于社会运动，成为加州印第安原住民社群内的德高望重之人。1980年代末参与塔马尔佩斯高中的吉祥物改换活动，这个活动她之前以客座导演身份来到学校出席课本剧表演《地球祖母》就已经参与的。2001年，她批评托马斯高中使用印第安主题的吉祥物。1980年代，她率领了首位美国原住民出身天主教圣人凯特丽·德卡维莎的祈祷团。
1991年的一篇文章中，小羽毛被称为美洲印第安人表演艺术名录（American Indian Registry for Performing Arts）的联合发起人。名录于1980年代初由马斯科吉族演员威尔·桑普森发起，他曾和美国原住民协会出版了一部纪录艺术娱乐界印第安人的词典。在1991年的报道中，小羽毛透露自己正参与公共广播电视公司的两个节目，《永远记住我》（Remember Me Forever）及《前哥伦布时代的美国》（The Americas Before Columbus），两档节目定于1992年播出。虽然小羽毛一整年都在参加庆祝前哥伦布时代美国的活动，但现有记录没有显示公共广播电视公司在1992年播出过跟哥伦布时代美国有关的节目。2009年，小羽毛在讲述印第安人电影的纪录片《电影中的印第安人》中接受采访。
1988年，小羽毛担任旧金山美洲印第安人艾滋病研究所（American Indian AIDS Institute of San Francisco）临时董事会秘书兼社区成员。大约同一时间，小羽毛在旧金山艾滋病临终关怀机构爱的馈赠（Gift of Love）工作，1988年由加爾各答德肋撒修女创办。1997年去世前，特蕾莎修女五次视察该机构，其中有一次和小羽毛见面。小羽毛还参与反对肥胖、酗酒和糖尿病活动，专门帮助患有艾滋病的美洲原住民。1990年，报道指小羽毛的弟弟因艾滋病去世。小羽毛父亲及外婆的讣告中没有提到家里有一位亲生儿子，只提到小羽毛和两个妹妹。
小羽毛1987年的一份简历中说她在1986年获得亚利桑那州图森圣玛丽医院印第安传统医学项目（Traditional Indian Medicine Program）成就奖。虽然圣玛丽医院与健康中心（St. Mary's Hospital and Health Center）确实因为在卡罗代莱（Carondelet）卫生系统中使用印第安传统医学，于1986年赢得美国天主教健康协会颁发的成就奖，但介绍该奖的文章只提到项目发起人、阿帕奇族护士贝琳达·阿科斯塔（Belinda Acosta）及协调人安·哈伯特（Ann Hubbert）。小羽毛还自称圣玛丽印第安传统医学计划的原教师，计划内容包括1984年至1990年间科曼奇族医生小埃德加·莫内塔奇（Edgar Monetathchi, Jr）主办的一些会议（小埃德加在印第安卫生署工作，第一位受雇于天主教医院的全职医生）。
2015年，小羽毛称有人未经授权，在一个表面上为拉科塔族筹款的活动中使用她的名字和图像。然而相关善款未流入任何政治运动。
2019年11月，小羽毛获得红国国际电影节为有突出贡献的印第安原住民颁发的白兰度奖。恶魔岛占领事件50年之际，她参加相关纪念活动，包括担任俳舞的首席评委。旧金山现代艺术博物馆开放空间委托作家汤米·奥兰治写一篇文章，收录于纪念事件50周年的《恶魔岛不是岛》（Alcatraz Is Not an Island）杂志。文章题为《亲爱的马龙·白兰度》（"Dear Marlon Brando"），以奥兰治小说《这里，这里》的一个角色为口吻写信给白兰度，介绍他看小羽毛出现在奥斯卡的感受。
小羽毛晚年居住北加利福尼亞州。

## 个人生活

### 教育
1974年，小羽毛参加美国经典剧目剧团的课程，同时学习表演、瑜伽、击剑、莎翁剧作、舞蹈及其他表演生涯用到的技能。她在蒙大拿州卡利斯佩尔拍摄电影《冬鹰》中饰演白花（Paleflower）一角。1975年，小羽毛称自己正和坎·温伯格（Cap Weinberger）创作爱德华·柯蒂斯传记电影的剧本，后者曾在《史密森尼》写过一篇关于柯蒂斯的文章。1976年，她在俄克拉荷马城举行的全国印第安部落青年联盟（United National Indian Tribal Youth）大会晚会上表演。她继续寻求演艺机会，例如与“红土剧团”一起巡演。
小羽毛曾去瑞典斯德哥尔摩学习正分子疗法，说要看看“所有‘白色’的食物是从哪里来的”。她说她想去欧洲旅行，“看看白人来自哪里”，就像大家“总是去保留地看看印第安人来自哪里”。旅途中，她对其他文化的美食起了兴趣，说西班牙的油炸甜餅、印第安的炸面包、俄罗斯的皮罗什基和她基奧瓦族朋友制作的肉派很像。

### 健康问题
小羽毛说自己一直以来都有严重的健康问题，包括内出血、氣胸和癌症。她说自己4岁时患有肺结核，住院期间接受氧幕治疗。她说她有自杀倾向，曾在精神病院住了一年。1974年，小羽毛表示马龙·白兰度曾在她极度痛苦的时候送她去看医生，事后还帮助她康复，所以她在奥斯卡上演讲是为了回报他。
29岁那年，小羽毛出现气胸。康复后，由于大力推广帮助她康复的美国原住民医学，她获得安提阿大学的整体健康和营养学位。1991年，报道指小羽毛接受了癌症根治手术，正处在康复期。在1999年的文章中，她说自己在1990年代初期患有结肠癌。2018年3月，小羽毛乳腺癌四期，是2012年已经恢复的癌症再次复发。在2021年的采访中，她说癌症已经遠端轉移到右胸，她已经病入膏肓。
2022年10月2日，小羽毛在加州诺瓦托家中逝世，享年75岁。

## 影视作品
| 年份 | 片名                                           | 角色                                | 注释           | 参考资料 |
| ---- | ---------------------------------------------- | ----------------------------------- | -------------- | -------- |
| 1973 | 《犯罪辅导员》                                 | 玛吉（Maggie）                      | 客串           | [ 123 ]  |
| 1973 | 《大笑的警察》                                 | 次要角色                            | 未列入演职员表 | [ 124 ]  |
| 1974 | 《鬼马双警》                                   | 次要角色                            | 未列入演职员表 | [ 124 ]  |
| 1974 | 《比利·杰克的审判》（The·Trial of Billy Jack） | 帕西·利特尔约翰（Patsy Littlejohn） |                | [ 125 ]  |
| 1975 | 《火云约翰尼》                                 | 嫩雅（Nenya）                       |                | [ 126 ]  |
| 1975 | 《冬鹰》                                       | 白花                                |                | [ 127 ]  |
| 1978 | 《射落太阳》                                   | 纳瓦霍女人                          |                | [ 128 ]  |
| 2009 | 《电影中的印第安人》                           | 自己                                | 纪录片         | [ 70 ]   |
| 2018 | Sacheen: Breaking the Silence                  | 自己                                | 纪录短片       | [ 120 ]  |